# Pavel Ivanovič Pavlov
Pavel Ivanovič Pavlov, sovjetski vojaški pilot in letalski as, * 11. september 1908, Moskva, † 2. februar 1967, Leningrad.
Pavlov je v svoji vojaški karieri dosegel 12 samostojnih in 5 skupnih zračnih zmag.

## Življenjepis
Leta 1929 je vstopil v Letalsko šolo pomorskih pilotov, ki jo je končal leta 1939.
Dodeljen je bil Letalstvu Baltiške flote, v sestavi katerega se je udeležil zimske in druge svetovne vojne (v slednji je bil pripadnik 21. lovskega letalskega polka Baltiške flote).
Letel je z Jak-7 in La-5F.

## Odlikovanja
- heroj Sovjetske zveze (5. november 1944)
- red Lenina (2x)
- red rdeče zastave (4x)
- red rdeče zvezde
- red Ušakova 2. stopnje